# Don Grusin
Don Grusin, född 22 april 1941 i Denver, Colorado, är en amerikansk låtskrivare, producent och keyboardist inom jazzgenren. Han är yngre bror till kompositören Dave Grusin. 
Grusin håller magisterexamen i ekonomi från University of Colorado och har under en period undervisat vid National Autonomous University of Mexico och även Foothill College, Kalifornien, innan han bestämde sig för att bli musiker på heltid 1975.

## Diskografi
- 1980 - 10k-LA
- 1983 - Don Grusin
- 1990 - Raven
- 1991 - Zephyr
- 1992 - No Borders
- 1993 - Native Land
- 1994 - Banana Fish
- 1998 - Laguna Cove
- 2004 - The Hang